# Siebe Sietsma
Siebe Sietsma is een Nederlandse onderzoeksjournalist die werkt voor het actualiteitenprogramma Nieuwsuur.

## Journalist
Als student journalistiek  schreef Sietsma voor de jongerenbladen Kivive en ChristenUnie Perspectief.
Na zijn opleiding  begon Sietsma tot 2003 als stadsverslaggever bij RTV West in Den Haag. In 2002 stapte hij over naar de EO en TweeVandaag. Vanaf 2004 werkte hij voor Netwerk om in 2011 over te stappen als onderzoeksreporter voor RTL. Vanaf 2017 werkt Sietsma als onderzoeksjournalist voor Nieuwsuur.

## Erkenning
Zijn onthullingen over misstanden in justitiële jeugdinrichting 'Harreveld' werden in 2006 genomineerd voor een Gouden Beeld.
Zijn verslag over het Nederlandse reddingsteam in de dagen na de aardbeving in Haïti werden enkele jaren later genomineerd voor De Tegel 2010. Drie jaar later daarna werd zijn serie onthullende nieuwsitems over toeslagenfraude door Bulgaren voorgedragen voor De Tegel 2013. De derde Tegelnominatie was in 2017. De serie onderzoeksreportages 'Dood door Defensie' schetste een beeld over gebrek aan geld, materiaal en goed bestuur bij Defensie, waardoor drie militairen het leven lieten. 
In 2018 werd de reportage 'Het UWV als geldmachine' genomineerd voor de journalistiek Belgisch-Nederlandse prijs De Loep. De uitzending toonde hoe Poolse arbeidsmigranten met behulp van valse handtekeningen, nepsollicitaties en adresfraude bij het UWV een werkloosheidsuitkering konden krijgen terwijl ze, tegen de voorschriften in, gewoon in Polen verbleven.
Zijn eerste journalistieke prijs won Sietsma samen met Aart Zeeman. Zij wonnen De Loep 2014 in de categorie Audiovisueel voor een productie over met toeslagen frauderende Bulgaren. 
De Loep 2019 werd hem toegekend voor zijn onderzoek naar de 'Maltese paspoorthandel'. Hij won de prijs in de categorie signalerende onderzoeksjournalistiek samen Luuk Mulder. Uit het juryrapport: "Een verhaal waarbij de mond van de jury af en toe open viel van verbazing, waarin een hoofdpersoon duidelijk verrast werd door de kennis van de interviewers."
Naast De Loep van 2019 won Sietsma ook De Tegel 2019 voor zijn onderzoek naar de Maltese paspoorthandel.
In 2022 verdiende hij met 'Hoe data-onderzoek geldstromen van artsen blootlegde' de Tegel in de categorie Data. Samen met Anna Pruis, Sjoerd Mouissie, Nour Abdullaa, Jikke Westerink en Lars Boogaard wist hij betalingsconstructies te ontwarren, die regels tegen omkoping van artsen moesten voorkomen.
Daartoe namen zij het transparantieregister voor medisch specialisten onder de loep. In dat register moeten specialisten aangeven wat hun bijverdiensten zijn vanuit de industrie. Dit om de oneigenlijke beïnvloeding van de specialisten door de industrie transparant te maken. Veel artsen bleken betalingen aan hun eigen bedrijven te ontvangen. De onderzoekers wisten de nummers van die bedrijven boven water te krijgen bij de Kamer van Koophandel. Zij combineerden deze nummers met data uit het transparantieregister, het BIG-register, het kadaster en eigen onderzoek. Ziekenhuizen bleken niet op de hoogte te zijn dat dezelfde farmaceuten die aan de cardiologen leverden ook aan het ziekenhuis leverden. De resultaten van het onderzoek leidden ertoe dat minister van Volksgezondheid Ernst Kuipers maatregelen trof die ongewenste beïnvloeding van artsen moesten voorkomen.

## Prijzen
- De Tegel 2022
- De Loep 2019
- De Tegel 2019
- De Loep 2014